# 101 dálmatas 2
101 Dalmatians II: Patch's London Adventure (101 dálmatas 2 en España y 101 dálmatas II: Una aventura en Londres en Hispanoamérica) es la segunda parte del clásico animado de Walt Disney Pictures y producida por Walt Disney, 101 dálmatas. La película fue dirigida por Jim Kammerud y Brian Smith, siendo estrenada en enero de 2003.
En esta nueva película se narra la aventura del pequeño Patch quien se encuentra perdido en un mar de manchas, entre sus hermanos como si no destacara, algo que él quiere lograr y ser un perro único en su especie y ser como Relámpago, su héroe de la televisión. Cuando el accidentalmente se separa de su familia conoce a su héroe y descubre que no es un héroe de verdad sino un actor. Luego sus hermanos son secuestrados nuevamente por Cruella de Vil y su excéntrico aliado, un pintor obsesionado con las manchas quien desaprueba la idea de Cruella de hacer arte con la piel de los cachorros. Patch y Relámpago demuestran su valentía y salvan a los 98 dálmatas restantes de Cruella de Vil.

## Argumento
Anita, Roger, y los dálmatas están a punto de mudarse a su nueva casa, y están empacando todo mientras que los cachorros veían la televisión, a su héroe Relámpago. Patch quien sueña ser como él, imita a su héroe pero no muy bien y sus hermanos se ríen de él. Más tarde era la hora de la comida y todos los cachorros comen menos Patch, y luego se colocan sus placas nuevas y se fueron a dormir, Patch duerme en la cocina. Por otro lado venía Cruella de Vil en su auto ahora hecho un desastre y no la dejan entrar a la tienda de abrigos de piel, caminando sin descanso llega a un lugar donde vio manchas, entra y ve el cuadro que no era más que un punto negro, aparece el creador de la pintura y le habla a Cruella. A la mañana siguiente ya estaban preparando el camión de mudanzas y Patch no se había dado cuenta.
Cuando se dio cuenta, ya todos se habían ido. Patch sale y se encuentra el camión de su comida favorita patrocinada por Relámpago y lo sigue hasta llegar a un concurso que se estaba dando para elegir a un compañero para Relámpago. Ya su familia estaba en la granja ya instalándose y sus hermanos persiguiendo a los animales sin notar su ausencia. Todos los participantes pasan y accidentalmente pasan a Patch que no lo hace bien y luego salió en primera plana del periódico. Después de eso Relámpago regresa a su camerino y su compañero del programa, Lil' Lightning (Centella en España/Rayo en Hispanoamérica) lo engaña diciéndole que las audiciones eran para elegir a un nuevo perro para el programa, así que él se decide a hacer un acto heroico para que los fotógrafos lo vean y así no tener que irse del programa. Así sale disfrazado de su camerino para no ser descubierto por sus fanes pero el pequeño Patch lo descubre y se queda con el todo ese rato que el trata de hacer algún acto heroico: un coche que supuestamente estaba fuera de control, un gato que supuestamente para relámpago estaba atrapado en un árbol cuando en realidad eran polluelos, etc, mientras que Lars, el artista, trata de impresionar a Cruella con su pintura de manchas pero no lo logra. Ese mismo día Roger y Anita descubren que Patch no está con ellos y se van con Pongo y Perdy a buscarlo
Entonces Cruella para inspirarlo busca a Horacio y a Gaspar a la cárcel, paga la fianza y ellos salen y los convence de volver a robar a los cachorros para Lars. Gaspar se tuvo que disfrazar de mujer y le robo el camión de Kanine Krunchies al chofer para poder atraer a los cachorros. Llegan a la granja, prenden la música y el primero en oírla es Rolly y va, después seguido de sus hermanos y todos entran al camión, entonces Nanny ve a los ladrones que los habían secuestrado la primera vez, trata de detenerlos pero al final la dejan amarrada en un pozo y se llevan a los cachorros al pequeño museo de Lars. A él le encantaron los cachorros pero no le agrado la idea de Cruella de hacer arte con sus pieles así que lo amarra en una de sus pinturas. Los cachorros usan el aullido nocturno para comunicarse con los demás perros y le llega la noticia a Patch y a Relámpago, entonces ellos se arman de valentía y fueron a buscar a los hermanos y hermanas de Patch. Llegan ahí encontrándose con Lil' Lightning y todos entran al edificio, tratan de salvar a los cachorros pero son capturados menos Lil' Lightning y este le dice a Patch que Relámpago no era un héroe de verdad sino un actor y este se decepciona. Lucky trata de animarlo recordándole un episodio de la serie y entonces Patch ingeniándoselas imito algo de ese episodio y sale de la jaula y sus hermanos y hermanas se impresionan y luego los libera.
Trata de convencer a Relámpago pero no pudo, entonces ideó un plan para escapar de Cruella, haciendo como que habían ido hacia abajo y ellos escapan por el techo, Cruella se da cuenta y los persigue junto con Horacio y Gaspar, los cachorros se montan en bus de dos pisos y escapan y Cruella los sigue en el camión. Más tarde Relámpago ve a Lars, a quien libera. los cachorros aún escapaban de Cruella poniéndole el pedal del bus a toda velocidad mientras ella los perseguía en el camión pero estaba a aún auto detrás de ellos, se sube en el camión y después en el auto y Patch la enfrenta, luego se hace un cameo de un episodio de la serie de Relámpago y vence a Cruella, luego llegan a un callejón sin salida y luego aparece Relámpago que fue traído por Lars y ayuda Patch y este ingenia un plan, los cachorros escapan y Relámpago distrae a Cruella y a los dos malosos haciéndose el muerto, Lil' Lightning estaba ahí y obvio que se lo creyó. Los cachorros logran escapar y Patch prende el bus y este va en retroceso llevándose el camión y Cruella, Gaspar, Horacio y Lil' Lightning corrieron y cayeron al río mojándose.
Poco después llegan Pongo, Perdy, Roger y Anita y la policía y se ve a Lars explicándole a la policía lo del plan de Cruella. Patch presenta a Relámpago a su familia, y Pongo le da las gracias y los fotógrafos les toman fotos. Mientras tanto Cruella era sacada del agua y llevada a un manicomio. Al final todo terminó bien y salieron grandes titulares en los periódicos, Roger ganó el primer premio con su nueva canción "Veo manchas", Horacio y Gaspar abren una boutique, y mientras tanto, salió un artículo de como controlar la rabia con una foto de Cruella, Lars es aclamado por un cuadro en su estudio que quedó manchado involuntariamente por Gaspar y Horacio durante la persecución, entre otras noticias.

## Escena de poscréditos
Después de los créditos, aparece una escena en donde el villano de la serie de Relámpago trata de dispararle con su pistola pero en ese instante, Relámpago, junto con Patch (reemplazando a Lil' Lightning) ladran al mismo tiempo, por lo que causa cobardía al villano y llegan los demás dálmatas a interferir al acto, mediante una estampida haciendo que los dálmatas persigan al villano, Relámpago y Patch sonríen con brillo en los dientes, la estampida de dálmatas continúa y Patch y Relámpago los siguen para terminar la escena y aparece el título "FIN" dando final a la escena, créditos y película.

## Personajes
Anita: es la esposa de Roger y la dueña de Perdy. Le gusta mucho el té y quiere mucho a su esposo. Anteriormente era amiga de Cruella desde la escuela. En la primera película no creía que Cruella era una ladrona pero admitía que era algo egocéntrica. Tanto ella como Roger son bastante preocupados por sus perros.
Roger: el esposo de Anita y dueño de Pongo. Es un hombre con buen carácter. Su hobby es componer canciones en su ático que luego publica y gana mucho dinero. Su última canción fue "veo manchas". Roger al contrario de Anita en la primera película aseguraba que Cruella era la culpable de robar a los cachorros.
Pongo: el amigo canino de Roger y mascota, es esposo de Perdy y padre de 99 cachorros de los cuales 15 son suyos y 84 que adoptó en la primera película. Se preocupa mucho por la seguridad de sus hijos y ve con ellos el programa de Relámpago.
Perdy: la amiga canina de Anita y mascota, esposa de Pongo y madre de 99 cachorros, de los cuales 15 son suyos y 84 que adoptó en la primera película. No le gusta que sus hijos digan feas frases como paso con Patch en la primera película. Le preocupan mucho sus hijos.
Cruella de Vil: es una mujer egocéntrica y la principal villana de la película y se caracteriza por tener demasiado gustos en los abrigos de piel, sobre todo en un abrigo de piel de dálmata que imaginaba y que quería hacer con la piel de los cachorros. Ella no se rinde nunca, al final de la película acaba en un manicomio llevando al hospital de psiquiatra.
Lars: es un pintor y artista excéntrico que se volvió aliado de Cruella poco después de haberla conocido en su mini museo. Está obsesionado con las manchas igual que Cruella pero no acepta la idea de hacer arte con la piel de los cachorros. Poco después deja de ser aliado de Cruella al descubrir su plan y ella lo deja atado en una pintura pero Relámpago lo libera y luego le cuenta la policía al final de la película lo del plan de Cruella.
Patch: hijo de Pongo y Perdy y hermano de 98 cachorros dálmata. Él desea ser como su héroe de la tele, Relámpago y hacer actos heroicos como él. En este film él se siente abrumado dentro de un mar de manchas, ya que no destacará entre sus hermanos y hace todo lo posible para abrirse hueco, y conseguir ser "un perro único en su especie". Vive grandes aventuras con Relámpago haciendo un verdadero acto heroico al salvar a los cachorros de Cruella.
Relámpago (Thunderbolt en inglés): es el héroe de la tele de Patch. El no es un verdadero héroe sino un actor y las hazañas que realizó no son reales. Conoce al pequeño Patch cuando se presenta en Londres. Patch luego se entera de la verdad de su héroe y se decepciona pero al final logran hacer un verdadero acto heroico al salvar a los cachorros de Cruella.
Horacio y Gaspar: son los dos aliados de Cruella de vil, secuestran a los cachorros dos veces y evadiendo a Nanny. No son tan listos pero son malosos. Al final de la película abren una boutique y dejan de ser aliados de Cruella.
Nanny: es la ayudante de Roger y Anita en la casa y se encarga de ayudarlos en todas las tareas del hogar y cuidar a los cachorros. Dos veces ha sido víctima de los malosos Horacio y Gaspar en su intento de robar a los cachorros. Ella es de buen corazón y se preocupa demasiado por los perritos.

## Reparto
| Personaje                    | Actor de voz original | Actor de voz (Hispanoamérica)          | Actor de voz (España)                   |
| ---------------------------- | --------------------- | -------------------------------------- | --------------------------------------- |
| Pongo                        | Samuel West           | Mario Filio                            | Ricky Coello                            |
| Roger                        | Tim Bentinck          | Arturo Mercado                         | Salvador Vives Xavier Mateu (canciones) |
| Anita                        | Jodi Benson           | Cony Madera                            | Marta Barbara María Blanco (canciones)  |
| Perdita                      | Kath Soucie           | Toni Rodríguez                         | Belén Roca                              |
| Cruella de Vil               | Susanne Blakeslee     | Nancy McKenzie                         | María Luisa Solá                        |
| Lars                         | Martin Short          | Ricardo Tejedo                         | Xavier Fernández                        |
| Patch                        | Bobby Lockwood        | Marco Portillo                         | Ramón Salvat                            |
| Thunderbolt/Relámpago        | Barry Bostwick        | Humberto Solórzano                     | Paco Gázquez                            |
| Nanny                        | Mary MacLeod          | Silvia Garcel                          | Marta Martorell                         |
| Lil' Lightning/Centella/Rayo | Jason Alexander       | Raúl Anaya                             | Rafael Calvo                            |
| Horace/Horacio               | Maurice LaMarche      | Francisco Colmenero                    | Adrià Frías                             |
| Jasper/Gaspar                | Jeff Bennett          | Humberto Vélez                         | Miquel Cors                             |
| Producer/Productor           | Michael Lerner        | Alejandro Illescas                     | Jordi Ribes                             |
| Director de diálogo          | ¿?                    | Francisco Colmenero                    | Miguel Ángel Jenner                     |
| Director musical             | ¿?                    | Gaby Cárdenas                          | Manu Guix y Àngel Llàcer                |
| Traducción                   | -                     | Laura Brun                             | Elisabeth Nonell                        |
| Letrista/s                   | ¿?                    | Gaby Cárdenas y Edmundo Santos         | Miguel Ángel Jenner                     |
| Estudio/s                    | ¿?                    | Taller Acústico, en México DF, México. | 103-Todd Ao, en Barcelona, España.      |

Versión hispanoamericana
- Voces adicionales: Cristóbal Obregón, Claudio Suárez, Anaís Portillo, Carlos Enrique Bonilla, Esteban Siller, Abraham Vega, Martín Soto, Herman López, Yadira Aedo, Raúl Carballeda, Antonio Habib, Lupita Leal, Miguel Ángel Leal, Alfredo Leal, José Luis Miranda, Gaby Cárdenas.

- Canciones:
  - Veo manchas/La granja más grande, interpretada por Arturo Mercado y Cony Madera.
  - Tema de "Las aventuras de Relámpago", interpretada por Raúl Carballeda.
  - Comercial de Kanis Kronchis, interpretada por Gaby Cárdenas y Gaby Vega.
  - Cruella de Vil, interpretada por Raúl Carballeda.
  - Otra vez, interpretada por Antonio Habib.

Versión española
- Voces adicionales: Santiago Aguirre, Jordi Daura, Gonzalo Durán, Félix Benito, Mónica Casugas, Andrea Camós, Ariadna Sánchez, C. Renata Merino, Elena Mar, Xavier Mateu, Manu Guix, Àngel Llàcer, María Blanco, Manoli Nieto, Albert Muntanyola.

- Canciones:
  - Veo manchas/La granja más grande, interpretada por Xavier Mateu y María Blanco.
  - Tema de "Las aventuras de Relámpago", interpretada por Albert Muntanyola.
  - Comercial de Kanis Kronchis, interpretada por Manoli Nieto.
  - Cruella de Vil, interpretada por Albert Muntanyola.
  - Otra vez, interpretada por Manu Guix.